# Italienskt kallblod
Det Italienska kallblodet är en tung och kraftig hästras från Italien. Rasen heter på italienska tiro pesante rapido, eller "snabb, tung dragare", och är den populäraste arbetshästen i Italien. Uppfödningen av denna hästras sker mest i norra och mellersta Italien, men huvudsakligen i provinsen Venetien. Otroligt nog har den tunga hästen en lätt och smidig stamfader i den brittiska Norfolktravaren, vilket inte syns det minsta på rasens exteriör. Idag är rasen på väg att försvinna då hästarna mest avlas till köttproduktion.  

## Historia
Det italienska kallblodet har sin början på stuteriet Deposito Cavalli Stalloni i Ferrara som 1860 började föda upp egna hästar för första gången i området. Till sin hjälp importerade de bland annat Hackneyhästar, samt engelska- och arabiska fullblod. Hästarna var smäckra och snabba men slog inte igenom i jordbruksområdet runt stuteriet. 
Under slutet av 1800-talet och början på 1900-talet arbetade de italienska uppfödarna hårt med att förbättra de inhemska hästarna som inte riktigt höll måttet längre då efterfrågan på råvaror ökade i landet. Importerade Brabanthästar från Belgien blev den första rasen i raden av experiment. Avkommorna passade utmärkt för de tyngre jordbruken men inte alls för många av de lättare sysslorna som förekommer mest på italienska gårdar. Hästen passade bra i storlek men var för långsam och tung. 
Man importerade då andra kallblodshästar, som Boulognesare och Percheron för att försöka jämna ut hästarna lite. De nya avkommorna var lättare med mer effektiva rörelser och lättare steg. Men de nya hästarna fick ändå inte det gensvar som uppfödarna hoppades på så mer energiskt blod tillfördes genom Bretagnare som fått sina rörelser från den mycket mindre och slankare Norfolktravaren. Denna avkomman blev i det närmaste perfekt då den var liten nog för att passa till alla småsysslor på de italienska gårdarna men ändå stark nog för de lite tyngre jordbruken.
1961 startades stamboken för rasen och man brännmärkte alla sina hästar två gånger. Det första brännmärket satte man på vänstra låret när hästen var 6 månader gammal och det andra brännmärket när hästarna var 30 månader. Märket är en sköld med en stege i mitten med fem stegpinnar. 

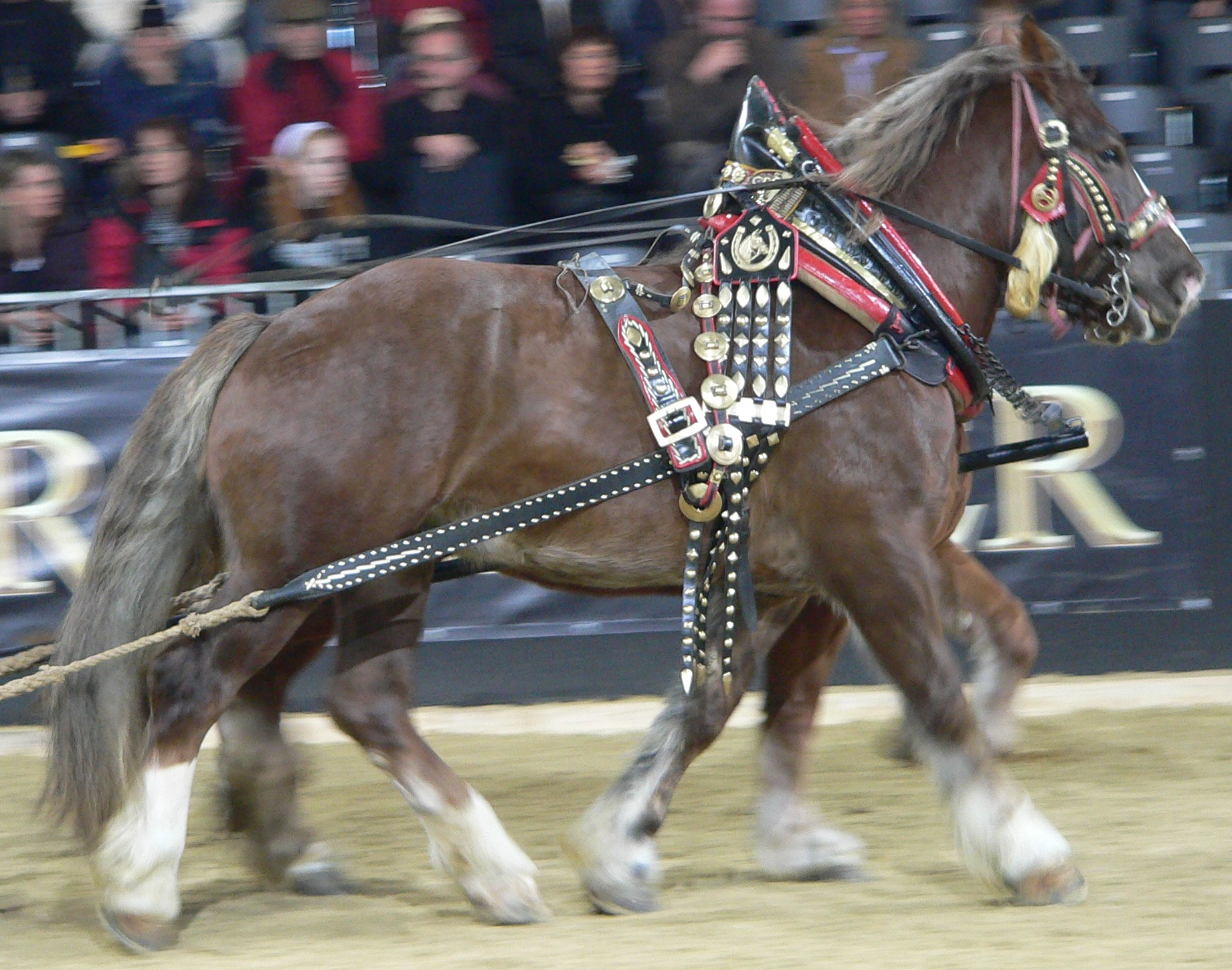
Det italienska kallblodet är starka, snabba och samarbetsvilliga

## Egenskaper
Det italienska kallblodet är en sund, härdig och stark ras som är billig i drift och i genomsnitt snabbare än de flesta kallblodshästar, vilket gett den smeknamnet "tiro pesante rapido" (snabb, tung dragare). Hästarna är dessutom fogliga och vänliga med ett bra lynne. Rasen är dessutom speciell på grund av sina färger. Enbart olika varianter av fux, dvs olika former av brunt med man i antingen samma färg eller en ljusare "lingul" färg och en variant av skimmel med en röd ton, kallad rödskimmel, är tillåtna. 
Rasens huvud är tungt och stort men ganska fint i jämförelse med många andra kallblodsraser. Hovarna är rasens svaghet som är ganska små och "klumpiga". Men de italienska kallbloden är starka, snabba och väldigt samarbetsvilliga. 

## En oviss framtid
Det italienska kallblodet har mer och mer bytts ut mot traktorer och annan ny teknologi på de italienska gårdarna. Många av uppfödarna har dessutom insett att pengarna ligger i köttmarknaden och föder upp större exemplar än förut som enbart går till slakteri. Hästen mognar snabbt vilket inte är till dess fördel då det då är lättare att föda upp djuren till just slakt.  